# 草薙駅 (静岡鉄道)

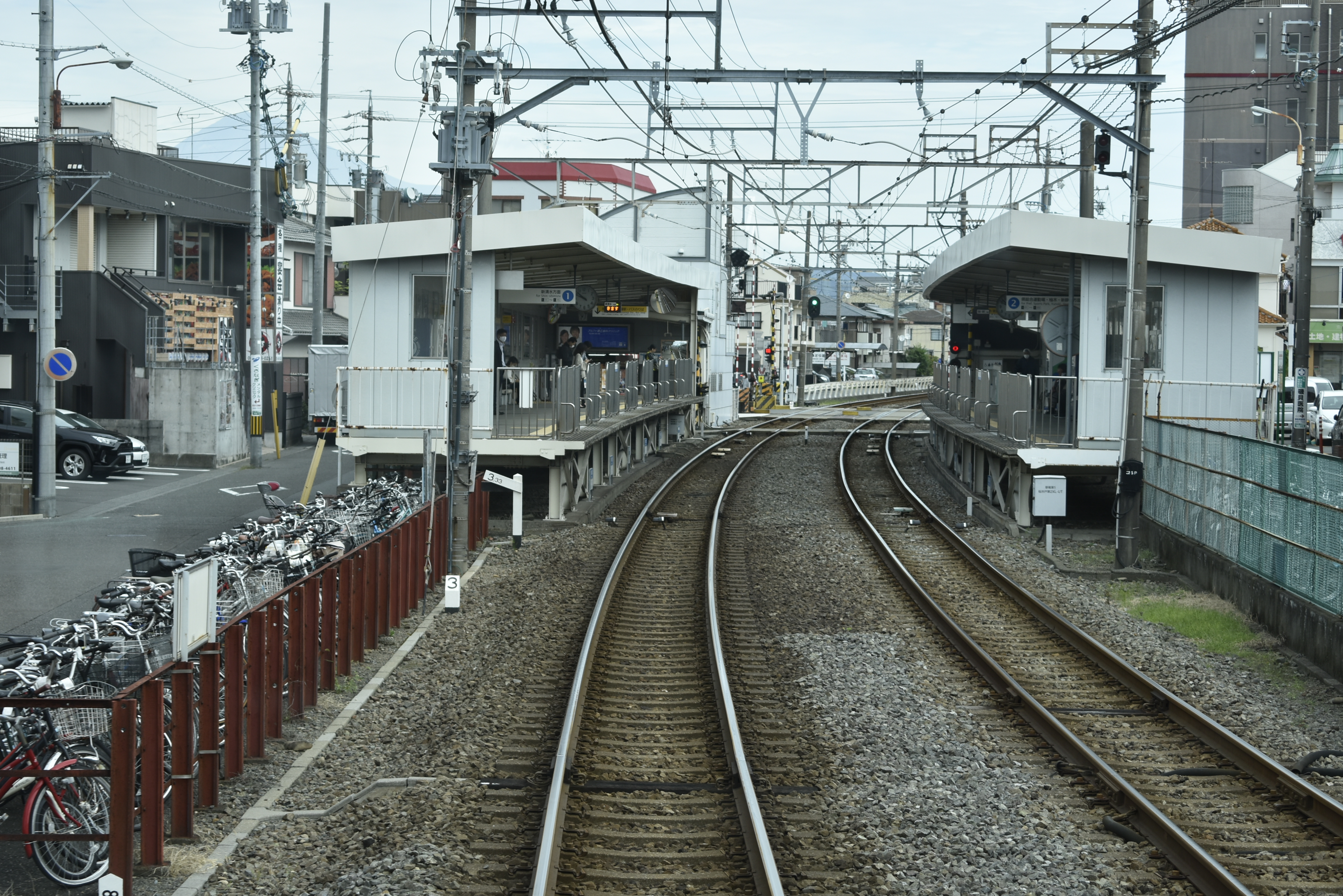
下り線から駅を見る（2020年10月）

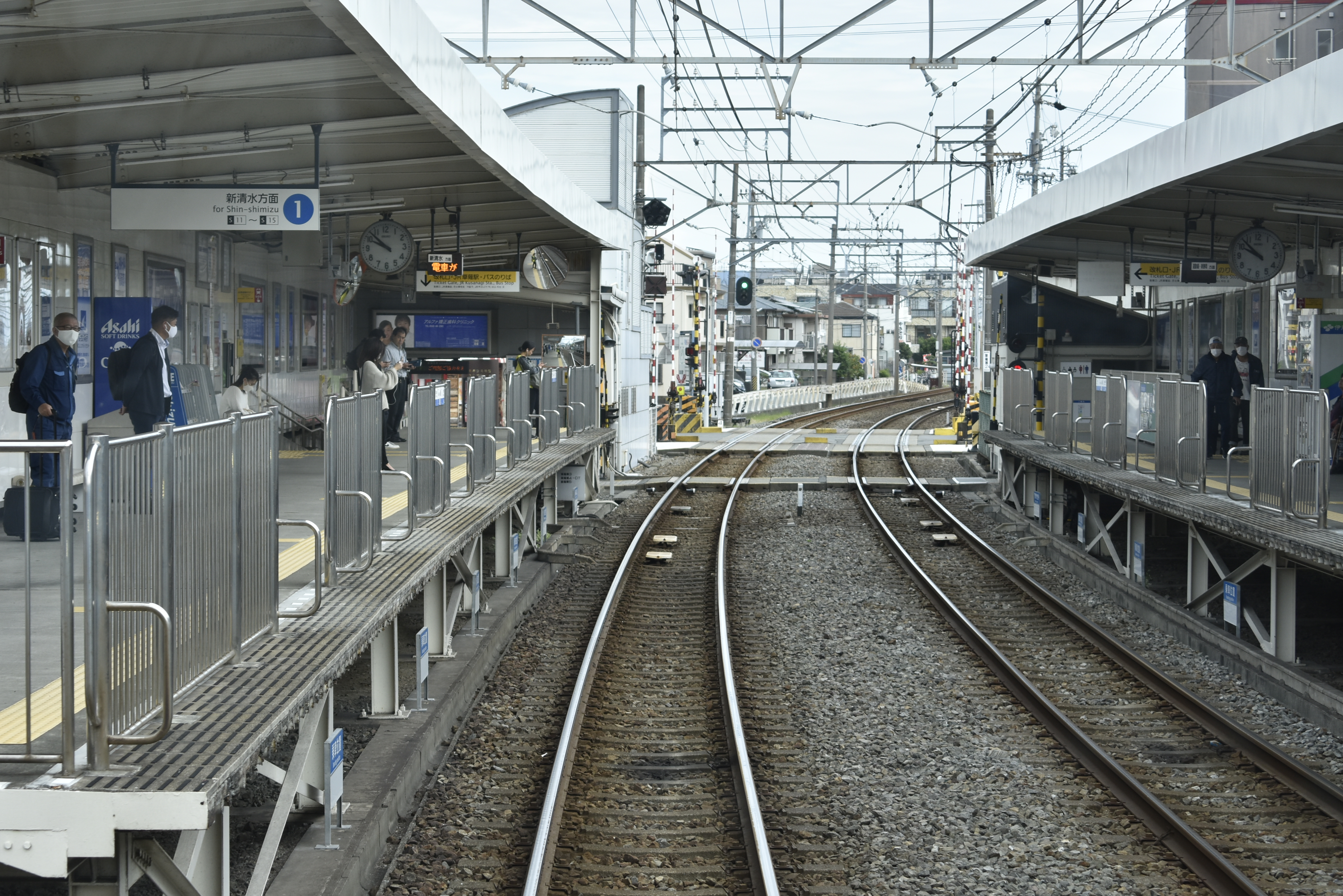
下り線から入線（2020年10月）

草薙駅（くさなぎえき）は、静岡県静岡市清水区草薙一丁目にある静岡鉄道静岡清水線の駅。駅番号はS10。
東海旅客鉄道（JR東海）東海道本線の草薙駅へは徒歩3分ほど。静岡清水線各駅でJR駅に最も至近な駅である。

## 歴史
1996年（平成8年）3月31日以前のダイヤにおいて急行停車駅であり、2011年（平成23年）から2020年（令和2年）にかけて運行されていた急行・通勤急行も停車していた。
その後、2025年3月29日のダイヤ改正で急行・通勤急行が復活し、再び停車駅となった
。

### 年表
- 1908年（明治41年）12月9日：開業。
- 1992年（平成4年）9月1日：自動改札機設置[2]。

## 駅構造
相対式ホーム2面2線を有する。改札は下りホーム新清水寄りの1か所で、上りホームとの間は構内踏切で連絡する。
上りホーム踏切脇にある多機能トイレ、男女別の温水洗浄便座は改札内からのみ利用できるが、駅係員に申し出る（早朝・夜間はインターホンを使用し、その指示に従う）ことで改札外からも利用可能（駅頭の自動券売機上部にピクトグラム掲示あり）。

### のりば
| 乗り場 | 路線        | 方向 | 行先                           |
| ------ | ----------- | ---- | ------------------------------ |
| 1      | ●静岡清水線 | 下り | 新清水方面                     |
| 2      | ●静岡清水線 | 上り | 県総合運動場・柚木・新静岡方面 |

## 利用状況
新静岡・新清水の両駅とも東海道本線の最寄駅からは一定の距離があることから、東海道本線草薙駅を乗換駅として静岡清水線と東海道本線の最も至便な接続駅として機能しているため利用者が多く、急行・通勤急行停車駅にもなっている。
「静岡県統計年鑑」及び「静岡市統計書」によると2019年度の1日平均乗降人員は7,673人（乗車人員：3,853人、降車人員：3,820人）である。この乗降人員数は静岡清水線全15駅中2番目である。なお、同統計によれば、近年の乗降人員は以下の通りである。
| 年度               | 1日平均乗降人員 | 1日平均乗降人員 | 1日平均乗降人員 |
| 年度               | 乗車人員        | 降車人員        | 合計            |
| ------------------ | --------------- | --------------- | --------------- |
| 2002年（平成14年） | 3,617           | 3,718           | 7,335           |
| 2003年（平成15年） | 3,663           | 3,718           | 7,334           |
| 2004年（平成16年） | 3,646           | 3,724           | 7,370           |
| 2005年（平成17年） | 3,861           | 3,721           | 7,582           |
| 2006年（平成18年） | 3,749           | 3,815           | 7,564           |
| 2007年（平成19年） | 3,694           | 3,739           | 7,433           |
| 2008年（平成20年） | 3,693           | 3,675           | 7,368           |
| 2009年（平成21年） | 3,450           | 3,411           | 6,861           |
| 2010年（平成22年） | 3,629           | 3,224           | 6,853           |
| 2011年（平成23年） | 3,668           | 3,398           | 7,066           |
| 2012年（平成24年） | 3,575           | 3,454           | 7,029           |
| 2013年（平成25年） | 3,519           | 3,411           | 6,930           |
| 2014年（平成26年） | 3,542           | 3,454           | 6,996           |
| 2015年（平成27年） | 3,575           | 3,507           | 7,082           |
| 2016年（平成28年） | 3,674           | 3,627           | 7,301           |
| 2017年（平成29年） | 3,797           | 3,755           | 7,552           |
| 2018年（平成30年） | 3,934           | 3,867           | 7,801           |
| 2019年（令和元年） | 3,853           | 3,820           | 7,673           |

## 駅周辺

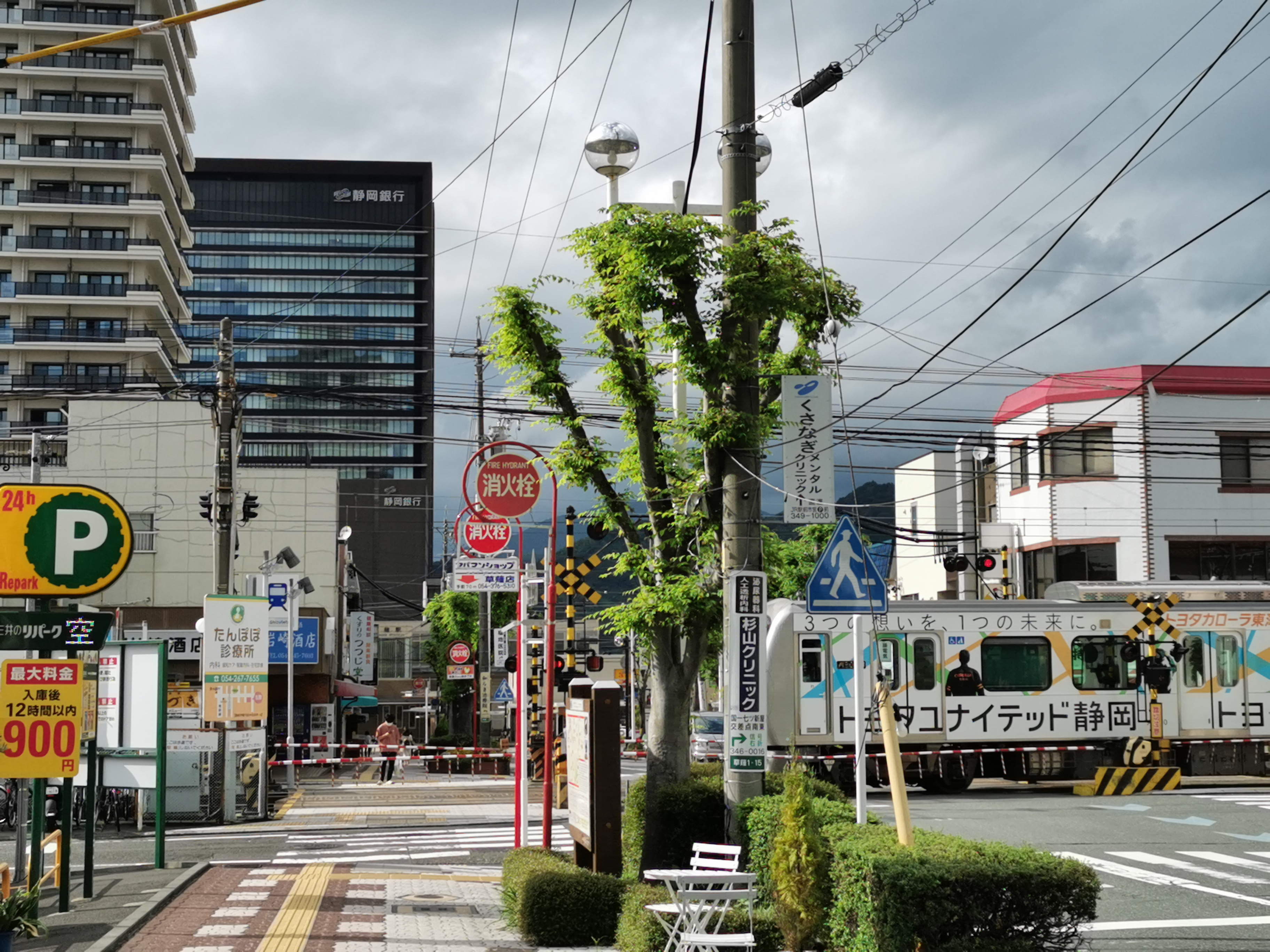
県大・美術館口周辺

- 草薙駅 - 東海旅客鉄道（JR東海）東海道本線
- 静岡銀行本部
- 静岡サレジオ高等学校・中学校・小学校
- 南幹線
- 常葉大学静岡草薙キャンパス
- 静岡県立大学
- しずてつストア 草薙店

## 隣の駅
静岡鉄道
S 静岡清水線
■急行
県総合運動場駅 (S08) → 草薙駅 (S10) → 御門台駅 (S11)
■通勤急行
古庄駅 (S07) ← 草薙駅 (S10) ← 御門台駅 (S11)
■普通
県立美術館前駅 (S09) - 草薙駅 (S10) - 御門台駅 (S11)